# Добрухна
Добрухна (пол. Dobruchna) — село в Польщі, у гміні Васнюв Островецького повіту Свентокшиського воєводства.
Населення — 245 осіб (2011).
У 1975-1998 роках село належало до Келецького воєводства.

## Демографія
Демографічна структура на день 31 березня 2011 року:
|          | Загалом | Допрацездатний вік | Працездатний вік | Постпрацездатний вік |
| -------- | ------- | ------------------ | ---------------- | -------------------- |
| Чоловіки | 123     | 30                 | 78               | 15                   |
| Жінки    | 122     | 22                 | 68               | 32                   |
| Разом    | 245     | 52                 | 146              | 47                   |